# Giraut del Luc
Giraut del Luc o Guiraut del Luc (fl...1190-1194...) fou un trobador occità. Se'n conserven dues composicions.

## Vida
No se sap gairebé res de la vida d'aquest trobador, ja que no se'n conserva cap vida i les dades d'arxiu són poc informatives. En canvi, se'n conserva una miniatura en el cançoner A.
Les dues obres conservades són dos violents sirventesos contra Alfons el Cast; el trobador s'assegurà que aquests sirventesos serien difosos a Catalunya usant la música de dues composicions ben conegudes a Catalunya: el sirventès Talans m'es pres d'En Marques de Guillem de Berguedà (PC 210,18) i la música de la cançó de gesta Daurel e Beton. Martí de Riquer els data en els anys 1190-1194.

## Obra
- (245,1)[5] Ges sitot m'ai ma voluntat fellona.[6][7]
- (245,2) Si per malvatz seignoril.[8]

### Edicions
- Martí de Riquer, El trobador Giraut del Luc y sus poesias contra Alfonso II de Aragon, en: Boletín de la Real Academia de Buenas Letras de Barcelona 23 (1950), pàg. 209-248

### Repertoris
- Alfred Pillet / Henry Carstens, Bibliographie der Troubadours von Dr. Alfred Pillet […] ergänzt, weitergeführt und herausgegeben von Dr. Henry Carstens. Halle : Niemeyer, 1933 [Giraut del Luc és el número PC 245]
- Martí de Riquer, Vidas y retratos de trovadores. Textos y miniaturas del siglo XIII, Barcelona, Círculo de Lectores, 1995 p. 323 [Reproducció de la miniatura del cançoner A]